# Chiesa di San Giorgio (Centovalli)
La chiesa parrocchiale di San Giorgio è un edificio religioso che si trova nella frazione Golino del comune di Centovalli, in Canton Ticino.

## Storia
La struttura viene citata per la prima volta in documenti storici risalenti al 1297, anche se è stata profondamente trasformata nei secoli successivi.

## Descrizione
La chiesa ha una pianta ad unica navata, suddivisa in tre campate. Dotata di coro rettangolare, la navata è ricoperta da una volta a botte lunettata. 
Nella chiesa trovano posto quattro altari risalenti al XVIII secolo.